# Палац Ліпковських (Красносілка)
Палац Ліпковських — пам'ятка архітектури місцевого значення в Україні, у селі Красносілка Бершадського району Вінницької області.

## Розташування
Палац-садиба Ліпковських розташований на вулиці Шкільній у селі Красносілка, що за 20 км від районного центру. Збудований серед парку, поряд річка Південний Буг.

## Історія

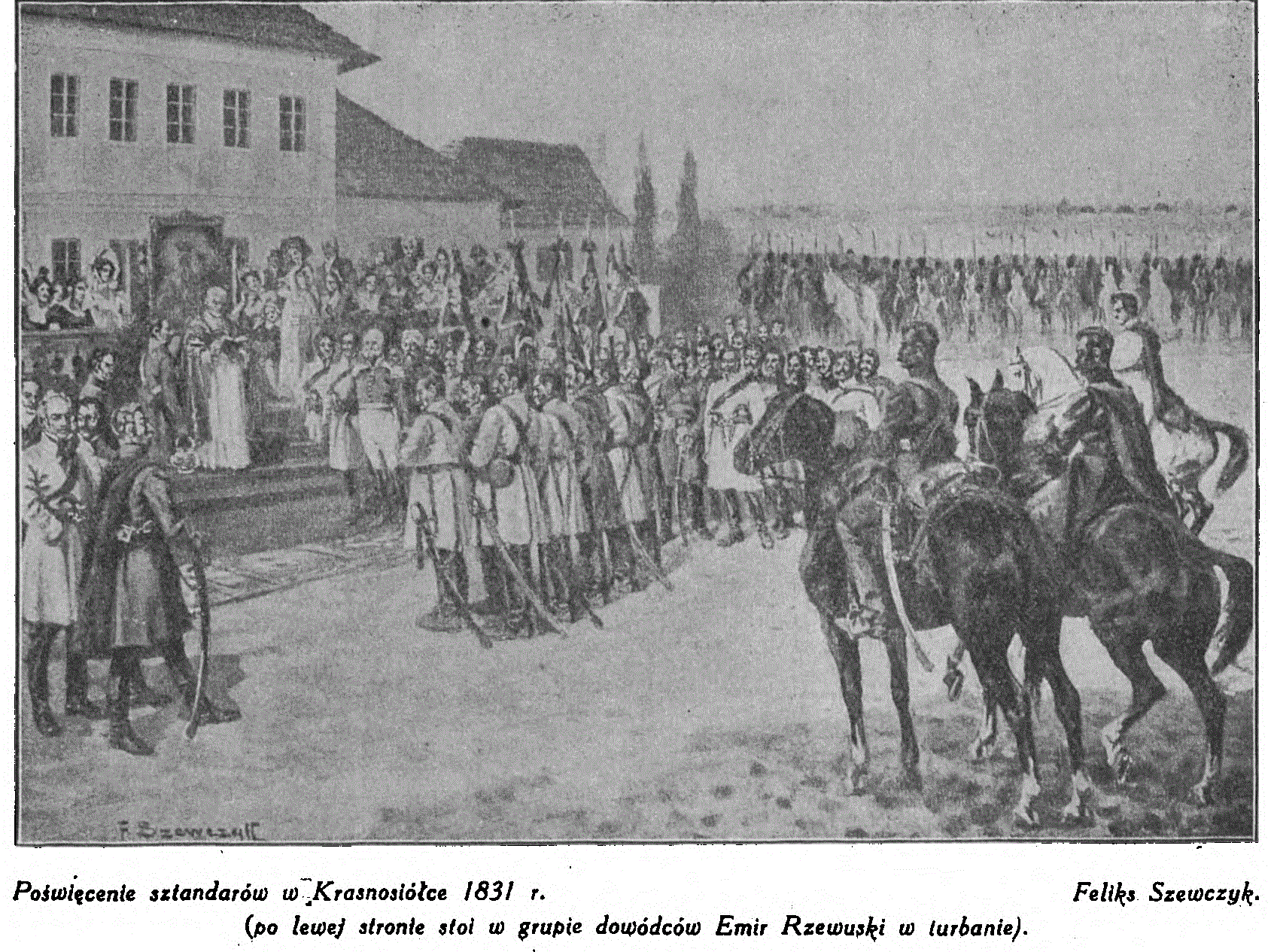
Маєток Ліпковських 1831 р., листопадове повстання

Генрик (Генріх) Ліпковський придбав у Красносілці земельний наділ та збудував тут свій палац, який у другій половині 19 століття був найбільшим у повіті. Родину Ліпковських поважали в країні за відданість короні і присязі, чоловіки якої служили у війську і на флоті.[джерело?] Будівництво палацу в італійському стилі розпочали в 1822 році. З його вікон відкривався дуже гарний краєвид на Південний Буг.
Головний будинок мав два поверхи з двоскатним дахом із партерами, а веранда була з односкатним, на колонах. У лівому куті головної споруди були колони, а також арки і закрита тераса.
В 1873 році палац перебудували, особливо тераси, де в правій частині, з високими закритими вікнами, була оранжерея. Найгарнішою тут була бальна зала — висока, з багатьма орнаментами та арками. Нагорі стіни були покриті штукатуркою з характерними гротами. Доповнювали величавість великі люстра з кришталю, а на підході проглядалося кілька відтінків паркету.
Був камін зі світлого мармуру, над яким висіли скульптури, а навколо — картини в позолочених рамках. Зала для балів і декорацій була дуже величава, під стінами стояли крісла в стилі Людовика Філіпа і банкетки. Тут було два салони, а стіни вимальовані яскравими орнаментами. Подібний вигляд мала і друга зала, де всі речі були позолочені. У колекції були кубки, чашки, полумиски, різні китайські фігурки. Штрихами були намальовані пейзажі села і округи, а також «красносільські справи», як про це повідали очевидці.
Покої відзначалися величністю та оригінальними меблями, особливо різноплановими диванами. Цікавою була й система опалювання, 
Картинна галерея Ліпковських була вишукано оформлена, поєднувала в собі картини з декількох десятків. Вражаюче виглядала зала їдальні, насамперед, різні балкони, розмальована стеля, старовинний годинник. У центрі була гарна шафа і великий овальний стіл зі стільцями. Інтер'єр палацу описаний тодішніми очевидцями.
Після Генрика Ліпковського Красносілка перейшла до одного з його синів. Однак із часом він продав палац іншому члену родини, а колекції подарував братовій.
Ліпковські проживали в Красносілці аж до революційних подій початку XX століття.

## XX століття
В післяреволюційні часи приміщення використовувалося під різні навчальні та офіційні установи. У роки нацистської окупації тут була комендатура. Саме сюди прагнув спрямувати свій палаючий бомбардувальник радянський екіпаж, який розбився поруч, і льотчики захоронені в парку біля маєтку.
У післявоєнний період тут функціонувала Красносільська середня школа, і тоді це приміщення утримувалось у доброму стані.
З 80-х рр. панський маєток уже не використовується під школу. Приміщення поступово занепадало, руйнувалася покрівля, затікали стіни. В кінці 90-х рр. тодішній керівник маньківського колгоспу Борис Дементійович Булка розпочав відновлювати палац. Була перекрита покрівля, здійснено ремонт кімнат і коридорів, встановлено систему опалення. Планувалось відкрити санаторій для колгоспників. Однак розпад СРСР законсервував роботи по відновленню і знову палац став занепадати. Майно вивозилось, палац руйнувався.

## Сучасний палац
Приїздили в Красносілку і нащадки Ліпковських, яких зацікавив маєток їх пращурів. На даний час палац недоглянутий та потребує капітального ремонту. Для його реставрації і використання сільська рада села піклується здійснити заходи, які б зберегли і відновили палац Ліпковських. Факти про історію маєтку були розкриті у польських джерелах, які в свій час немало писали про Красносілку. Свідчення про це можна знайти в «Географічному словнику», виданому у Варшаві у 1883 році, а також в книгах окремих авторів, виданих в польській столиці в 1912-му і навіть у 1926 роках.

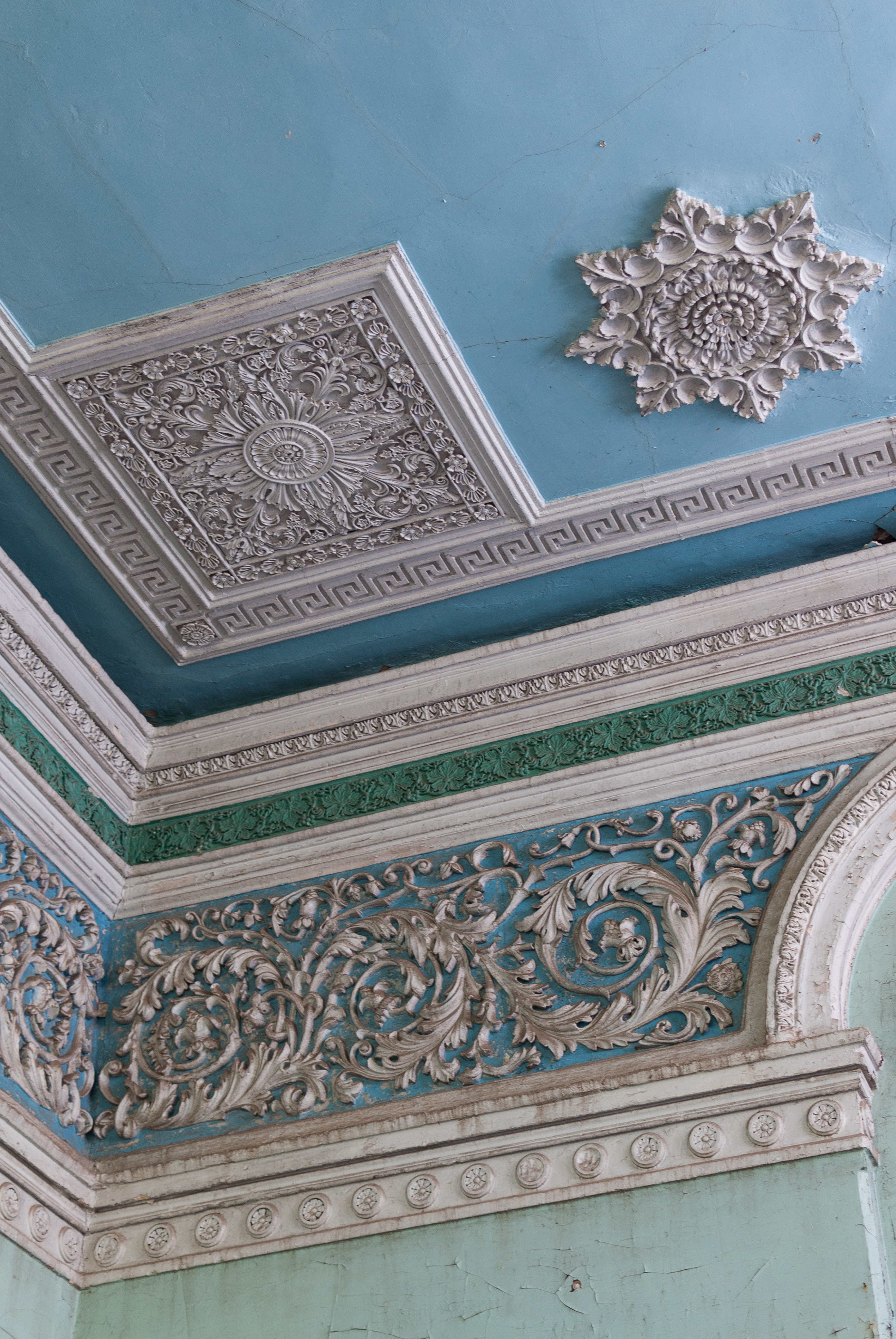
Кімната з ліпнинами
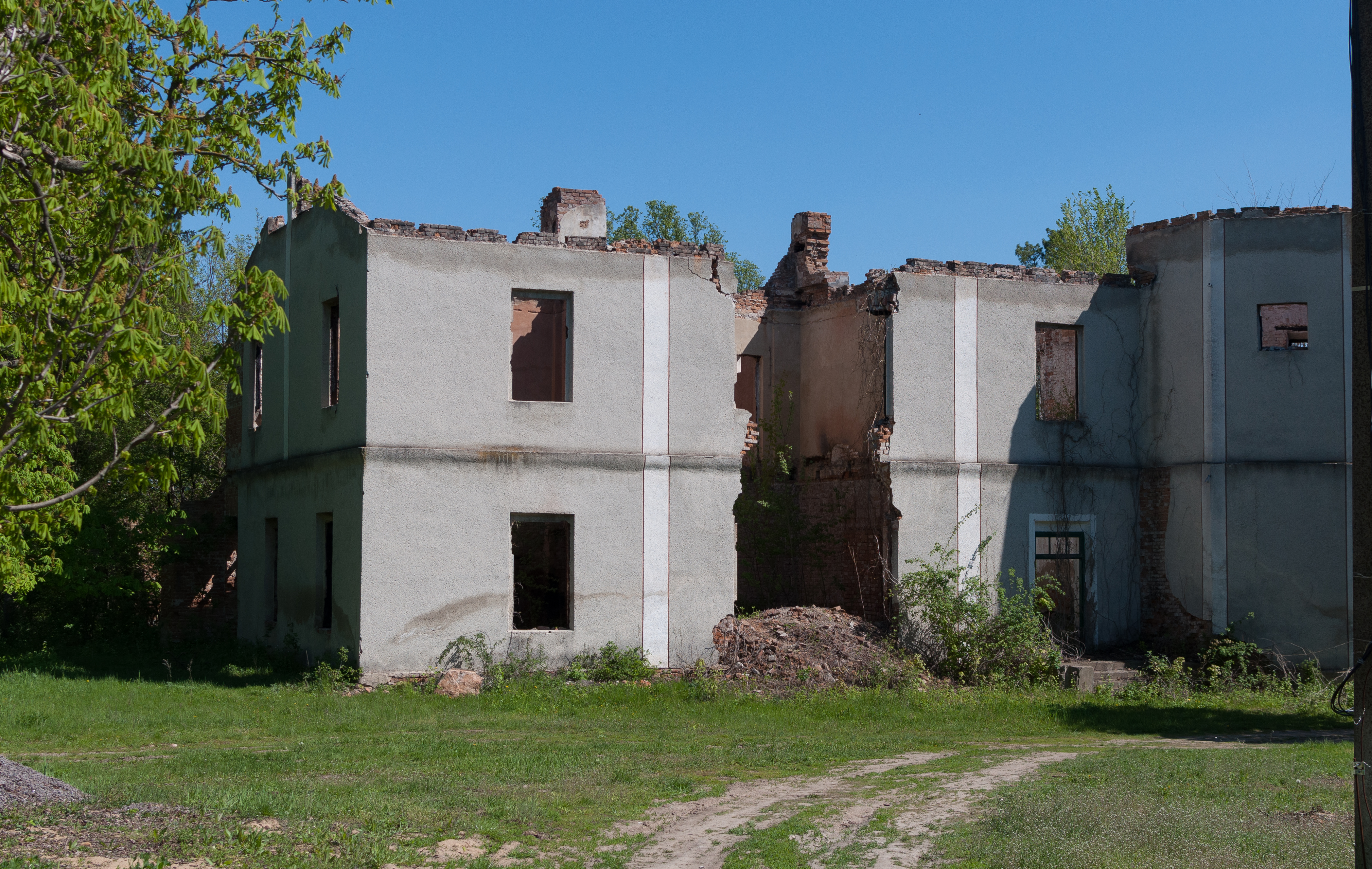
Стан палацу зовні